# Penedès

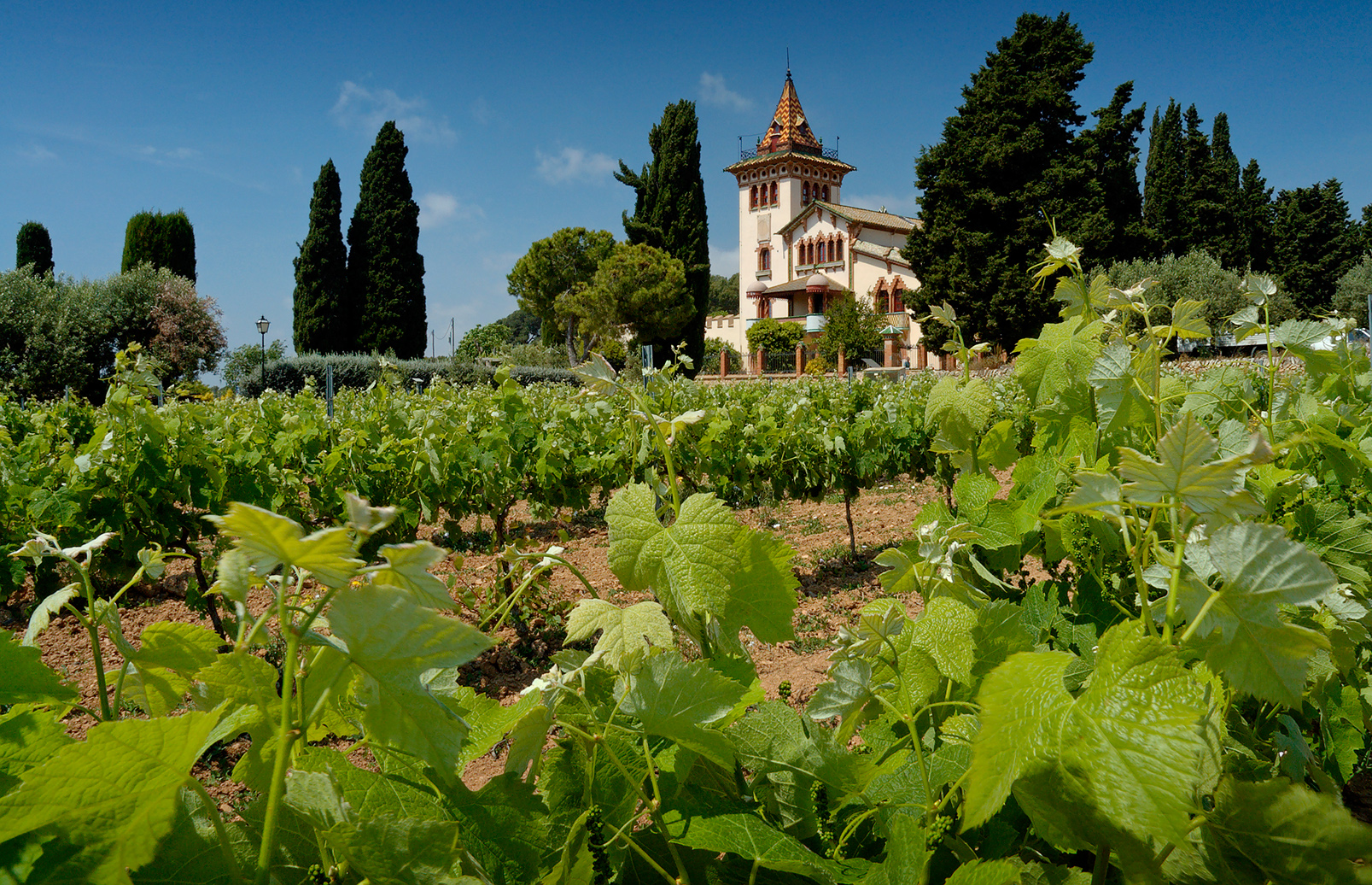
Tempranillo-Weinberg

Penedès (Spanisch: Panadés) ist die bedeutendste Weinregion Kataloniens, sie entstand in den späten 1960er Jahren.

## Lage
Sie liegt im Bereich der historischen Region Penedès. Sie profitiert von der Nähe zur Hafenstadt Barcelona. Die D.O. mit 27.500 Hektar Rebfläche unterteilt sich aufsteigend von der Küste in die drei Zonen Baix Penedès (Tiefland bis 250 m Seehöhe), Mitja Penedès (bis 500 m) und Alt Penedès (bis 850 m). Die Böden sind unterschiedlicher Natur: Auf Meereshöhe sind sie sandiger, während in den Bergen mehr kreidehaltiger Kalkstein zu finden ist. In den Flusstälern ist verteilt auch Schwemmland zu finden. Überall ist die Drainage gut. Im Allgemeinen ist das Klima warm und recht feucht, mit hohen Temperaturen im Sommer und sehr kalten Bedingungen im Winter. Die durchschnittliche Niederschlagsmenge liegt – je nach Zone – zwischen 500 und 900 mm pro Jahr. Der mediterrane Einfluss sorgt für eine mittlere Sonnenscheindauer von 2.500 Stunden/Jahr.

## Weinanbau
Nach der Reblaus-Katastrophe Ende des 19. Jahrhunderts wurden vorerst Massenweine produziert. Ab 1960 entwickelte sich das Gebiet weiter. Damals beschloss der Bürgermeister von Barcelona, dass die Region den Bedarf der Stadt an preiswertem Rotwein decken solle. Dies führte dazu, dass einige Winzer die neue Lage erforschten und Experimente mit qualitativ höherwertigen und eleganten Rotweinen machten. Ein großer Teil der Weine wird jedoch zu Weißwein und zu Cava verarbeitet. Im Jahr 2002 wurden ca. 240.000 hl Weißwein produziert, wovon ca. ein Viertel exportiert wurde.
Es werden weit über hundert Rebsorten kultiviert, zu einem beachtlichen Teil auch einheimische. 29 davon sind für D.O.-Weine zugelassen. Etwas über 60 % sind weiße Rebsorten. Die wichtigsten sind die weißen Parellada (6.000 ha), Macabeu (6.600 ha), Xarel·lo (7.800 ha), Muscat d’Alexandrie (für süße, gespritete Weine), Chardonnay (ca. 1.000 ha), Chenin Blanc, Sauvignon Blanc, Gewürztraminer und Riesling sowie die roten Garnatxa, Monestrell, Cariñena, Tempranillo (hier Ull de Llebre), Cabernet Sauvignon, Pinot Noir und Merlot. Bekannte und große Weingüter und Kellereien sind Albet i Noya, Codorníu Freixenet und Torres.

## Charakteristik der Weine
- Weiß (auf Katalanisch Blanc, auf Spanisch Blanco): Alkoholgehalt  11,5–12,5 % –Die regionaltypischen Macabeo, Xarel·lo oder Parellada sind fruchtig und leicht. Im Gaumen angenehm, sollten aber innerhalb eines Jahres getrunken werden.
- Rosé (auf Katalanisch Rosat, auf Spanisch Rosado): Alkoholgehalt  12–13 % – Farbe: Rosen- bis Himbeerfarben. In der Nase aromatisch, frisch. Im Gaumen angenehm, leicht zu trinken.
- Rot (auf Katalanisch Negre, auf Spanisch Tinto): Alkoholgehalt 12–13 % – Farbe: Dichtes, kräftiges Kirsch- bis Granatrot. Nase: Recht fruchtige Aromen, verbunden mit feinen Holztönen, gelegentlich körperarm. Gaumen: Meist konzentriert und körperreich.

## Sehenswürdigkeiten
Im Weinmuseum von Vilafranca del Penedès können Spuren des Weinbaus in dieser Region bis zum 4. Jahrhundert v. Chr. zurückverfolgt werden. Viele reiche Römer besaßen eigene Weingüter im Penedès und schon Plinius der Ältere (23/24–79 n. Chr.) wusste die vorzüglichen Weine zu schätzen.